# 운문
운문(韻文)은 일정한 규칙(운율)에 따라 쓴 문장(글)이다. 시에서 주로 이용된다. 일정한 리듬을 가져 암송하기 적합하기 때문에, 고대부터 신화나 역사의 서술에 이용되어 왔다.

## 같이 보기
- 산문
- 압운
- 운율